# Neuburg (Freiburg im Breisgau)
Neuburg (ⓘ) ist ein unmittelbar nördlich der Altstadt gelegener Stadtteil von Freiburg im Breisgau, zu dem auch der östlich der Altstadt gelegene Schlossberg gehört. Nach Osten grenzt der Bezirk auf dem bewaldeten Schlossberg an die Oberau, nach Norden an Herdern, nach Westen trennt ihn die Rheintalbahn vom Stadtteil Stühlinger.
Der Stadtteilname Neuburg ist in der Bevölkerung nur wenig verankert. Die östlich der den Stadtteil zerschneidenden Habsburgerstraße gelegenen Bereiche werden gemeinhin als Teil von Herdern angesehen, die Gebiete westlich davon als Institutsviertel bezeichnet.

## Geschichte
Die erste Bebauung von Neuburg fand schon bald nach der Stadtgründung Freiburgs noch im 12. Jahrhundert statt. In dieser nördlichen Vorstadt waren auch das Armenspital und das Findelhaus zu finden. Die Vorstadt besaß eine eigene Stadtmauer. Bei Ausgrabungen 2016 wurden Besiedelungsreste aus dem 11. Jahrhundert freigelegt. Außerdem fand man die älteste Weinkelter Süddeutschlands und einen Teil eines Musikinstrumentes aus dem 12. Jahrhundert.
Im Dreißigjährigen Krieg wurde die Vorstadt schwer in Mitleidenschaft gezogen, und nach der französischen Besetzung Freiburgs 1677 ließ Vauban die Vorstadt schleifen, um Platz für den Nordteil des Festungsrings um Freiburg zu schaffen, der die Altstadt in den folgenden Jahrzehnten wie ein Korsett einschnüren sollte. Zudem wurde ein Festungsrayon angelegt, um den Kanonieren auf den Bastionen freies Schussfeld zu gewähren.
Die 25 km westlich von Freiburg gelegene elsässische Stadt Neuf-Brisach (Neu-Breisach) liefert als Idealform einer Vaubanschen Festung eine sehr gute Anschauung, wie Freiburgs Festungsring damals ausgesehen haben mag.
Die Franzosen zogen 1745 aus Freiburg ab und sprengten die gesamten Festungsanlagen. Die Trümmer wuchsen langsam zu und wurden teilweise sogar mit Weinreben bepflanzt. Die Wiederbesiedelung des Gebietes erfolgte erst wieder um 1825. Das Viertel wurde nun zu Ehren des badischen Großherzogs Ludwigsvorstadt genannt. Im 20. Jahrhundert wurde, zumindest in der amtlichen Bezeichnung, wieder der mittelalterliche Name Neuburg verwendet.
Bei der Bombardierung Freiburgs im November 1944 wurde der Stadtteil fast vollständig zerstört.

## Infrastruktur

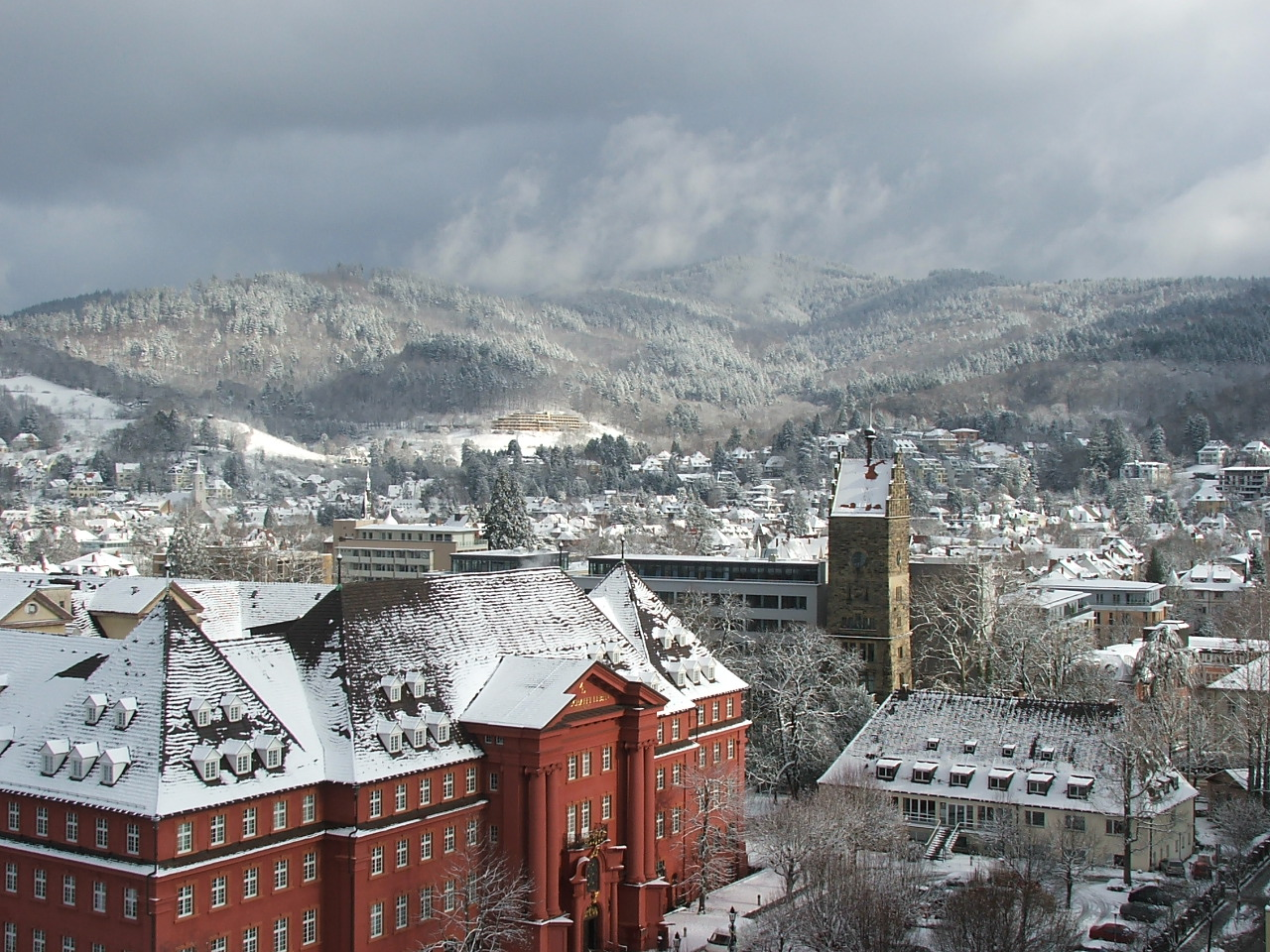
Gebäude des Verlags Herder in Freiburg-Neuburg, links hinten Herdern

Die Wohnbevölkerung von ca. 5500 Personen ist seit dem Jahr 2000 um über 40 % gewachsen. Große Teile der westlichen Hälfte des Stadtbezirks werden vom Campus der Universität eingenommen, die im sogenannten Institutsviertel ihre mathematisch-naturwissenschaftlichen Fakultäten sowie das Rektorat angesiedelt hat. Im größeren Teil des Herder-Verlagsgebäudes nördlich dieses Bereichs, das vordem auch von einer großen Druckerei des Verlags eingenommen wurde, befindet sich heute die Fakultät für Umwelt und Natürliche Ressourcen der Universität. Im ehemaligen Papierlager der Druckerei ist die Archäologische Sammlung der Universität untergebracht, die antike Originale und Gipsabgüsse nach antiken Skulpturen enthält. Im südlichen Abschnitt der Habsburger Straße befindet sich seit 2021 das private Studentenwohnheim The Fizz mit Miethöhen von bis zu 1500 € pro Studentenappartement.
In der Osthälfte des Stadtteils hat das Landratsamt des Landkreises Breisgau-Hochschwarzwald seinen Sitz. An der Ecke Mozartstraße/Starkenstraße befindet sich das Amt für Vermögen und Bau Baden-Württemberg, Amtsstelle Freiburg.
Weiter sind im Stadtteil u. a. das Josefskrankenhaus, zwei Gewerbeschulen, die Katholische Akademie der Erzdiözese Freiburg, das traditionsreiche Pflegeheim Haus Heiliggeist, die Justizvollzugsanstalt Freiburg sowie weitere Behörden angesiedelt. Zwei Grünanlagen gehören ebenfalls zum Stadtteil: der Stadtgarten und der Alte Friedhof, der 1683 bis 1872 Freiburger Begräbnisstätte war.
1725 und 1753–57 wurde im Friedhof die St. Michaelskapelle erbaut. Nördlich des Friedhofs steht die evangelische Ludwigskirche, die nach dem Zweiten Weltkrieg als Ersatz für die kriegszerstörte erste evangelische Kirche Freiburgs erbaut wurde. Zuvor hatte sich die alte Ludwigskirche an der Habsburgerstraße/Ecke Rheinstraße befunden. Am Ostrand des Friedhofs steht die evangelisch-lutherische Erlöserkirche im neugotischen Stil. In der Habsburgerstraße steht nahe dem Josefskrankenhaus das Mutterhaus der Barmherzigen Schwestern vom hl. Vinzenz von Paul Freiburg mit der dazugehörigen Mutterhauskirche.
Der Stadtteil ist durch die Stadtbahnlinie 3 entlang der Habsburgerstraße in das Liniennetz der Freiburger Stadtbahn eingebunden. Die Buslinie 27 nach Herdern führt ebenfalls durch den Stadtteil. Für den Radverkehr ist Neuburg über den FR 4 entlang des Altstadtrings und den FR 6 durch das Institutsviertel an das Radnetz angeschlossen. Die Radschnellwege nach Emmendingen und Waldkirch entlang der Stadtstraße und der Weiherhofstraße, nach Breisach entlang Albertstraße und Ludwigstraße und nach Kirchzarten entlang des Schlossbergringes sollen durch Neuburg führen.